# Aartsbisdom Cagliari
Het aartsbisdom Cagliari (Latijn: Archidioecesis Calaritana; Italiaans: Arcidiocesi di Cagliari) is een metropolitaan aartsbisdom van de Rooms-Katholieke Kerk op Sardinië, Italië. De zetel van het aartsbisdom is in Cagliari. De aartsbisschop van Cagliari is metropoliet van de kerkprovincie Cagliari waartoe ook de volgende suffragane bisdommen behoren:
- Bisdom Iglesias
- Bisdom Lanusei
- Bisdom Nuoro

Cagliari is een van de drie kerkprovincies op Sardinië. De andere zijn Oristano en Sassari.

## Geschiedenis
Het bisdom Cagliari werd opgericht in de 4e eeuw. In de 11e eeuw werd het verheven tot aartsbisdom. Paus Paulus VI was in 1970 de eerste paus die Sardinië bezocht. In 1985 volgde paus Johannes Paulus II en in 2008 bezocht Benedictus XVI het eiland.
Sinds 16 november 2019 is Giuseppe Baturi aartsbisschop van Cagliari.